# Heteronyx victoris
Heteronyx victoris är en skalbaggsart som beskrevs av Blackburn 1888. Heteronyx victoris ingår i släktet Heteronyx och familjen Melolonthidae. Inga underarter finns listade i Catalogue of Life.